# Antoni Rovira i Rabassa
Antoni Rovira i Rabassa (Barcelona, 1845 - Barcelona, 1919) fue un arquitecto español.

## Trayectoria
Era hijo del también arquitecto Antoni Rovira i Trias. Se tituló en la Real Academia de Bellas Artes de San Fernando en 1867. Fue profesor de geometría descriptiva en la Escuela de Maestros de Obras (1868), y catedrático de la ETSAB (1899). En 1876 fue premiado en la Exposición Universal de Filadelfia por un proyecto de monumento a los héroes de África. Fue miembro de la Academia Provincial de Bellas Artes (1870). Escribió diversos tratados, como El hierro, sus cortes y enlaces y Estereotomía.
Entre sus obras destacan diversas casas en Barcelona de estilo modernista: casa Ramon Casas (paseo de Gracia 96, 1894), casa Codina (paseo de Gracia 94, 1898). Fue autor igualmente del campanario de la iglesia parroquial de Les Corts (1896), así como del edificio del Ayuntamiento de Les Corts, actualmente sede del distrito homónimo (1882-1884). También realizó diversas escenografías para el Circo Barcelonés.